# Territoriale prelatuur Mixes
De territoriale prelatuur Mixes (Latijn: Praelatura Territorialis Mixepolitana) is een rooms-katholieke territoriale prelatuur met als zetel Mixes, in Mexico. De territoriale prelatuur is suffragaan aan het aartsbisdom Antequera. 

## Geschiedenis
De territoriale prelatuur werd opgericht op 21 december 1964, uit delen van het bisdom Tehuantepec.

## Parochies
De territoriale prelatuur had in 2021 een oppervlakte van 10.000 km2 en telde 164.385 inwoners waarvan 88,0% rooms-katholiek was.

## Bisschoppen
- Braulio Sánchez Fuentes (14 januari 1970 - 16 december 2000)
- Luis Felipe Gallardo Martín del Campo (16 december 2000 - 8 mei 2006)
- Héctor Guerrero Córdova (3 maart 2007 - 13 juni 2018)
- Salvador Cleofás Murguía Villalobos (13 juni 2018 - heden)

Antequera (aartsbisdom) · Huautla (territoriale prelatuur) · Mixes (territoriale prelatuur) · Puerto Escondido · Tehuantepec · Tuxtepec